# 查尔斯·维利尔斯·斯坦福
查尔斯·维利尔斯·斯坦福爵士（英語：Sir Charles Villiers Stanford，1852年9月30日—1924年3月29日），爱尔兰作曲家，音乐教育家。

## 生平
斯坦福生于都柏林的一个业余音乐家家庭。1862年到伦敦学习，后来进入剑桥大学。1874年，他到德国从赖内克深造，回国后担任指挥，1883年出任皇家音乐学院教授，后来又到剑桥大学任教，1902年受封骑士。斯坦福和同时代的其他英国作曲家如帕里和埃尔加的关系不佳，常常发生争吵。

## 創作風格
斯坦福创作的体裁多样，其中影响较大的是合唱作品等，这些合唱作品继承了英国合唱音乐的传统，气魄宏大，旋律优美。他的器乐作品水平也比较高，六首爱尔兰狂想曲非常出色地描绘了爱尔兰的景色和民俗风情。他的交响曲，协奏曲和室内乐则基本上是传统的德奥风格。

### 參照
1. ↑  . London Gazette. 11 November 1902: 7165  [2008-01-16].